# بولنغ غرين
بولنغ غرين (بالإنجليزية: Bowling Green)‏ هي مدينة أمريكية تقع في ولاية فلوريدا. تبلغ مساحة هذه المدينة 3.7 (كم²)،ويبلغ عدد سكانها 2892 نسمة حسب إحصاء سنة 2010 م 2892.تشير إحصاءات سنة 2000م بأن الكثافة السكانية في هذه المدينة تقدر بـ(781.6) نسمة/كم2 